# راژر گوئریرو
راژر گوئریرو (پرتغالی: Roger Guerreiro؛ زادهٔ ۲۵ مهٔ ۱۹۸۲) بازیکن سابق فوتبال اهل لهستان است.
از باشگاه‌هایی که در آن بازی کرده‌است می‌توان به باشگاه فوتبال لگیا ورشو، و باشگاه فوتبال آ. ا. ک آتن، باشگاه فوتبال فلامینگو، باشگاه فوتبال سلتاویگو، باشگاه فوتبال کورینتیانس و باشگاه فوتبال آریس لیماسول اشاره کرد.